# 미츠무네 카오루
미츠무네 카오루(일본어: 光宗 薫 미쓰무네 가오루[*], 1993년 4월 26일~)는 일본 여성 아이돌 그룹 AKB48의 전 멤버이다.
2011년 3월, 코베 콜렉션 모델 오디션으로 그랑프리가 된 경험이 있다.
2012년 10월 24일에 컨디션 악화로 인해 AKB48를 사퇴하였다. 같은 소속사 멤버:오리이 아유미, 마스다 유카, 스즈키 마리야, 미야자와 사에, 아키모토 사야카, 우메다 아야카
2017년 10월 섭식 장애 등의 컨디션 불량으로 예능 활동을 중단한다고 발표를 했다. (이유:'저는 10대 시절부터 섭식 장애, 강박적인 증상으로 고민하고 일시적으로 구속받지 않으면 생활이 제멋대로 되지 않는 상태를 반복하고 있습니다'
'최근에는 상황이 진정되지 않고 강한 마음을 가지려고 하지만 균형에 맞지 않고 좋아하던 활동도 점차 괴로운 일로 바뀌고 있었습니다')